# Vakuumschienmaterial
Vakuumschienmaterial dient im Rettungsdienst zum Ruhigstellen von Frakturen und zum schonenden Patiententransport, wenn der Verdacht darauf vorliegt oder gesichert ist. Es besteht aus einer luftdichten Hülle und einer lockeren Füllung aus Kunststoffkügelchen. Im Ausgangszustand ist das Schienmaterial weich und formbar. Es wird an den Körper/-teil des Patienten anmodelliert und mit einer Absaugpumpe evakuiert. Durch den Unterdruck werden die Kügelchen fest aneinandergepresst, und die Schiene wird hart. Dadurch ist die Fraktur immobilisiert und der Patient so auf dem Transport vor weiteren Verletzungen geschützt.
Das Vakuumschienmaterial ist röntgendurchlässig und kann bis zur endgültigen Beurteilung durch einen Facharzt am Patienten bleiben.

## Vakuumschiene

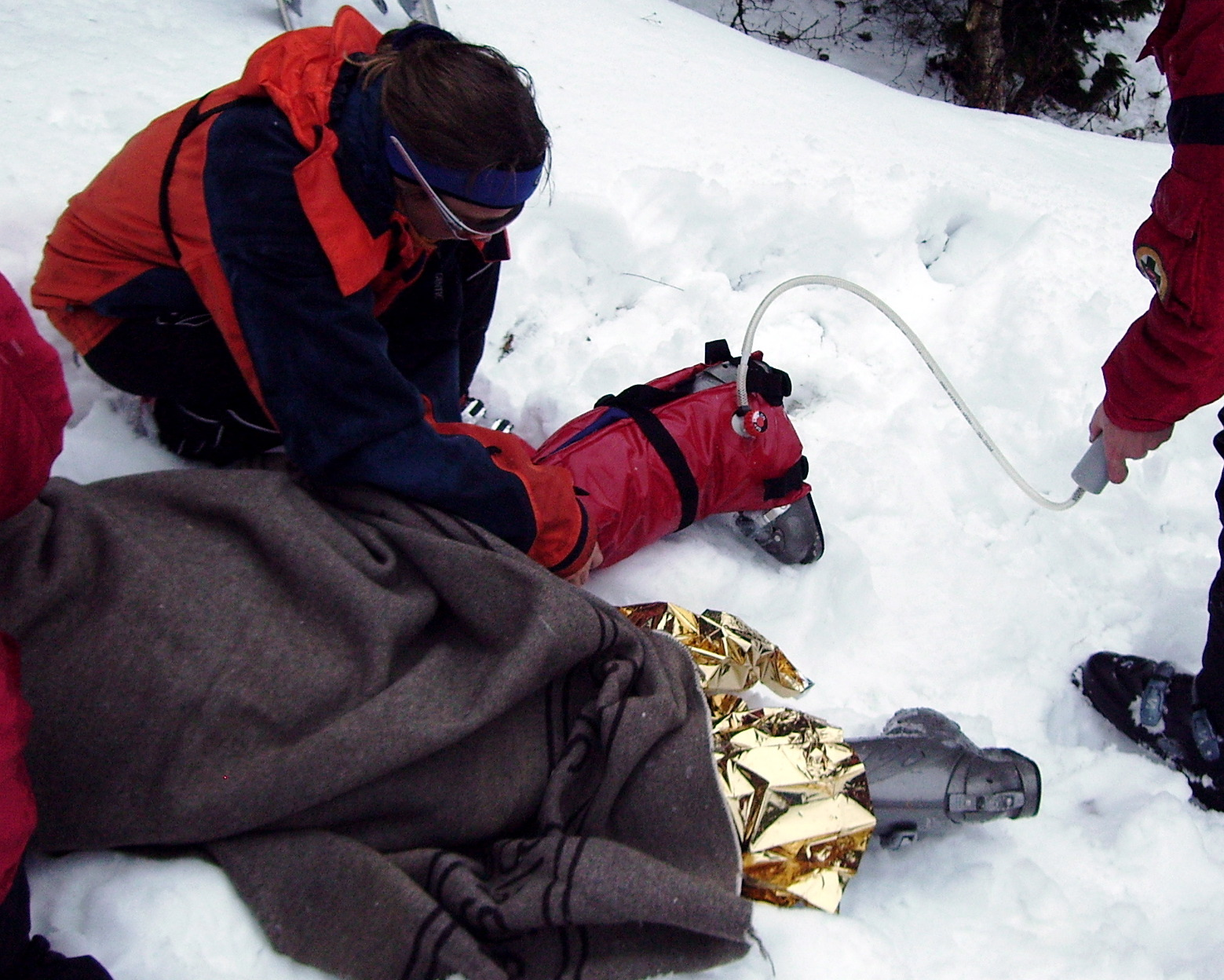
Versorgung eines Patienten mit einer Vakuumbeinschiene

Die Vakuumschiene gibt es für Verletzungen an Armen oder Beinen in den entsprechenden Größen.
Sie wird um den verletzten Körperteil des Patienten gelegt und mit Bändern mit Klettverschluss oder Verschlussschnallen fixiert und abgesaugt.
Über die Anwendung geschlossener Schienen bei offenen Brüchen herrschen unterschiedliche Lehrmeinungen vor. Hauptsächlich geht es dabei um die Fragestellungen:
- Wird Druck auf die Knochenenden ausgeübt? Vakuumschienmaterial schrumpft durch die Evakuierung geringfügig.
- Besteht die Möglichkeit, die Wunde zu beobachten? Bezüglich einer Blutung, die durch eine geschlossene Schiene nicht zu sehen ist.

## Vakuummatratze

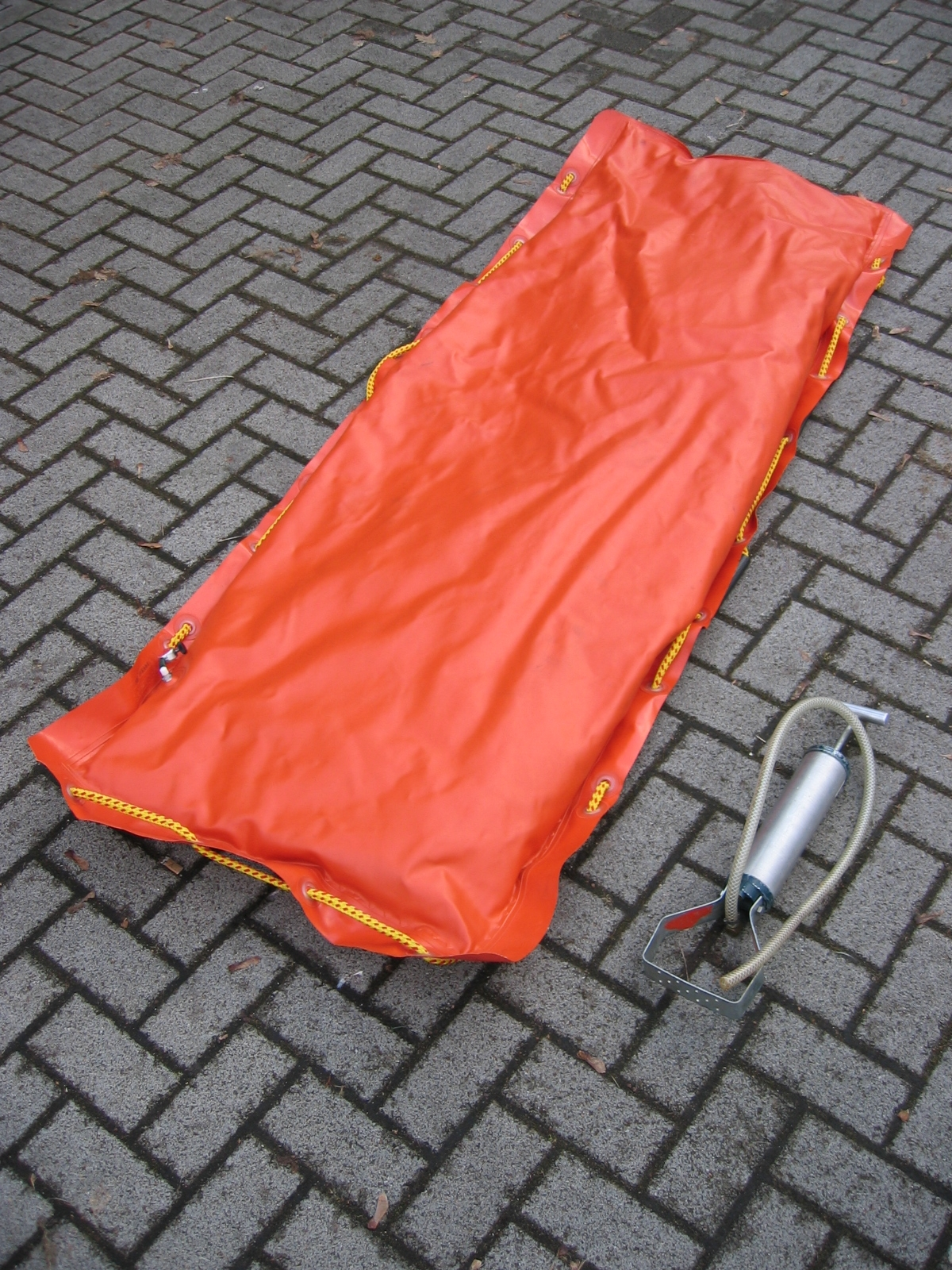
Vakuummatratze und Absaugpumpe

Die Vakuummatratze dient zur Versorgung von Verletzungen größerer Knochen (Oberschenkel) und am Torso (Wirbelsäule, Becken). Im Rettungsdienst ist aufgrund der Ähnlichkeit mit vakuumverpackten Nüssen auch der Spitzname Erdnussbett verbreitet.
Der Patient wird mit einer Schaufeltrage auf die Vakuummatratze gelegt.
Zum Transport wird die Vakuummatratze auf eine Trage oder Schaufeltrage gelegt, um ein Durchhängen zu verhindern. Sie ist mit Gurten und Tragegriffen ausgestattet und kann notfalls auch zum Tragen über kurze Strecken verwendet werden.
In Verbindung mit einer Schaufeltrage ist es möglich, einen auf dem Bauch liegenden Patienten mittels „Sandwich“-Methode achsengerecht und bewegungsarm auf den Rücken zu drehen. Bei dieser Methode wird die Vakuummatratze auf den Patienten gelegt, die Schaufeltrage untergeschoben und entsprechend fixiert. Nach der Drehung um die Horizontalachse liegt der Patient auf dem Rücken in der Vakuummatratze.
Ebenso wie die Schaufeltrage ist die Vakuummatratze in allen Rettungswagen und Notarztwagen vorhanden. Im anglo-amerikanischen Raum wird anstelle der Kombination Schaufeltrage und Vakuummatratze meist ein Spineboard verwendet.
In Krankenhäusern werden spezielle Vakuummatratzen als Operationstischauflage genutzt, so dass Patienten bei Operationen mit gekipptem Tisch nicht verrutschen oder eine bestimmte Lagerung exakt einhalten, besonders in der Endoskopie.